# يوشيماسا هاياشي
يوشيماسا هاياشي (مواليد 19 يناير 1961) هو سياسي ياباني عضو في الحزب الليبرالي الديمقراطي يشغل حالياً منصب وزير الخارجية.